# Edwardzetes trilobus
Edwardzetes trilobus är en kvalsterart som beskrevs av Mihelcic 1957. Edwardzetes trilobus ingår i släktet Edwardzetes och familjen Ceratozetidae. Inga underarter finns listade i Catalogue of Life.